# 47-мм противотанковая пушка F.R.C. Mod.31
47-мм противотанковая пушка F.R.C. Mod.31 (фр. Canon anti-char de 47mm Fonderie Royale de Canons (FRC) Modèle 1931, аббревиатура фр. C.47 F.R.C. Mod.31) — бельгийское артиллерийское орудие, разработанное в 1931 году для Бельгийской армии. Широко применялось при обороне Бельгии в 1940 году. Известное жаргонное название применявшееся бельгийскими солдатами — «Quat’sept» (Сорок семь). Орудие разработано бельгийской компанией F.R.C. — Fonderie Royale des Canons, расположенной в Эрстале (пригород Льежа).

## Модификации
Существовало две основных модификации орудия — пехотная и кавалерийская. Обе модификации производились с незначительными вариациями: кавалерийская версия имела пневматические шины для большей дорожной мобильности, в то время как пехотные версии имели более тяжёлые, но более прочные катки с цельнорезиновыми шинами. Орудие также являлось основным казематным в бункерах, в том числе в бельгийских укреплениях на канале Альберта.

## Характеристики
Для своего времени 47-мм пушка F.R.C. Mod.31 обладала впечатляющей бронепробиваемостью, особенно в сравнении с современными немецкими или французскими конструкциями — соответственно 37-мм Pak 35/36 и 25-мм Hotchkiss. На средней дальности бронепробиваемостью оно превзошло британское 2-фунтовое Ordnance QF 2: бронебойные снаряды могли пробить 47 мм броневой стали на расстоянии в 300 метров. Это достигалось во многом из-за большого калибра со снарядом массой 1,52 кг для бронебойных патронов. Тем не менее, это достигалось своей ценой: с общим весом 515 кг, не считая боеприпасов и снаряжения, F.R.C. Mod.31 была тяжелее немецкого Pak 36. Имея компактные габариты F.R.C. Mod.31 было легко замаскировать, но вследствие своего большого веса и общей нехватки механизации в бельгийской армии в 1940 году, смена позиции для орудия была трудной задачей.

## История службы

### Бельгия
В 1935 году орудие стало поступать на вооружение бельгийской армии и к началу немецкого вторжения в 1940 году их количество составляло более 750 экземпляров. Все боевые и резервные пехотные первой линии, кавалерийские части и подразделения пограничников были оснащены данным орудием, а резервные части второй линии должны были обходиться противотанковыми ружьями. Каждый пехотный полк состоял из 3 пехотных батальонов и одного батальона тяжёлого вооружения. Последний, в свою очередь, состоял из 3 рот тяжёлого оружия, одна из которых была оснащена двенадцатью 47-мм противотанковыми пушками F.R.C. Mod.31. Учитывая хорошие бронебойные характеристики, «Quat’sept» могла пробить 30 мм броню немецких танков PzKpfw III и PzKpfw IV на расстоянии более 500 м. Существуют доклады танкистов, удивлённых наличием данного оружия у бельгийцев, но в основном большая часть бельгийской армии была развёрнута на севере страны, на плоской местности Фландрии, а не в гористой местности в Арденнах, на юге, которая рассматривалась бельгийским командованием как непроходимая, о которая в итоге и послужила в качестве основного маршрута вторжения примерно 2 500 немецких танков.
Для транспортировки орудия использовались как специализированные артиллерийские тягачи Marmon-Herrington Mle.1938, так и обычные грузовики GMC Mle.1937. Орудия устанавливались на танкетки-тягачи Carden-Loyd Mk.VI, истребители танков T.13 и лёгкие танки ACG-1.

### Германия
Несколько сотен 47-мм пушек были захвачены немцами после капитуляции Бельгии. Орудия имели достаточно хорошие характеристики, из-за чего они были приняты немцами на вооружение под обозначением 4.7 cm Pak 185(b). Некоторые из них использовались для укрепления обороны на Нормандских островах.

### Венгрия
Большинство захваченных немцами орудий в 1940—1941 годах были переданы венграм, чтобы компенсировать отсутствие у последних противотанковых пушек во время планировавшейся операции Барбаросса. Использование орудий (в венгерской армии получивших наименование 4.7 cm 36M) было ограничено в связи с отсутствием запасных частей, кроме того, изначально высокая бронепробиваемость этих орудий вскоре была сведена на нет достижениями советской танковой промышленности. Большинство из орудий стали использоваться в качестве учебных.